# هایردین
هایردین (به بلغاری: Hayredin) یک منطقهٔ مسکونی در بلغارستان است که در استان وراتسا واقع شده‌است.
 هایردین  ۱٬۷۰۱ نفر جمعیت دارد و ۹۳ متر بالاتر از سطح دریا واقع شده‌است.